# Pasteur (metrostation Milaan)
Pasteur is een metrostation in de Italiaanse stad Milaan dat werd geopend op 1 november 1964 en wordt bediend door lijn 1 van de metro van Milaan.

## Ligging en inrichting
Het ondiep gelegen zuilenstation ligt onder de Viale Monza ter hoogte van de Via Pasteur. Het ondergrondse deel is gebouwd naar het standaardontwerp voor de “gemeentelijke” metrostations.
De verdeelhal ligt boven de sporen ten noorden van de Via Pasteur en heeft 2 toegangen aan de westkant en een aan de oostkant van de Viale Monza. De vierde toegang ligt op de hoek van de Viale Monza en de Via dei Transiti. In de verdeelhal zijn verschillende winkeltjes gevestigd. Ten zuiden van de perrons dalen de hoofdsporen af tussen de verbindingssporen naar Caiazzo. Via deze verbindingssporen kunnen metrostellen tussen de grootprofiel lijnen 1,2 en 3 worden uitgewisseld. Verder worden indien nodig de MAAB-stellen van lijn 5 via Garibaldi FS en deze verbindingssporen met de werkplaats van lijn 1 uitgewisseld. Ten noorden van de perrons ligt tussen de doorgaande sporen een opstelspoor dat vanaf beide sporen bereikbaar is in beide richtingen zodat metrostellen hier ook kunnen keren als een deel van de lijn onbruikbaar is. 

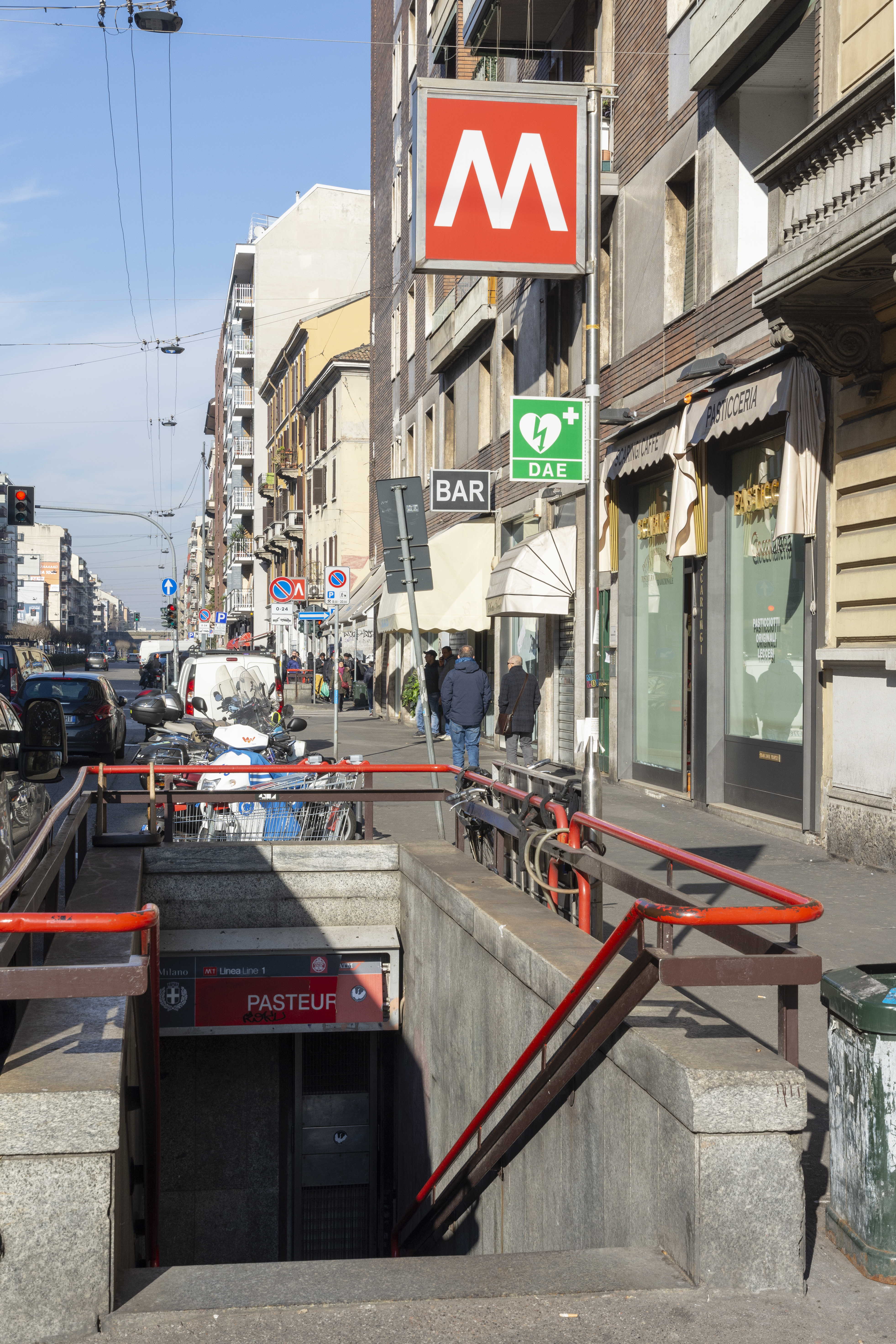
De oostelijke toegang aan de Viale Monza.
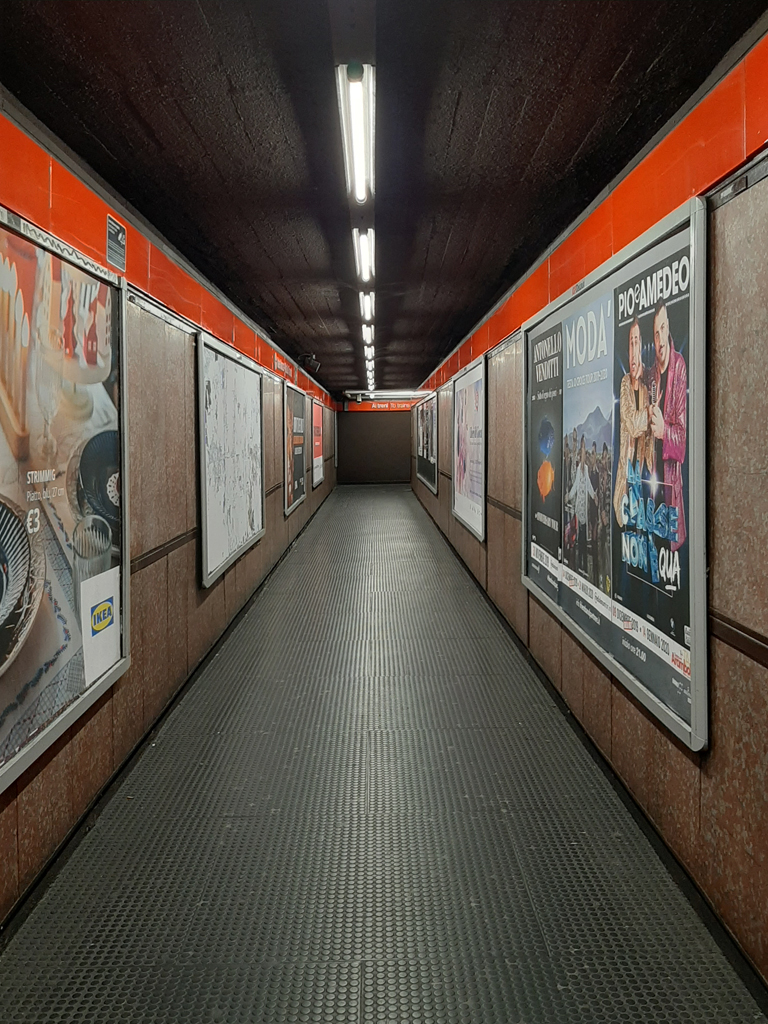
De gang tussen de verdeelhal en de Via dei Transiti.
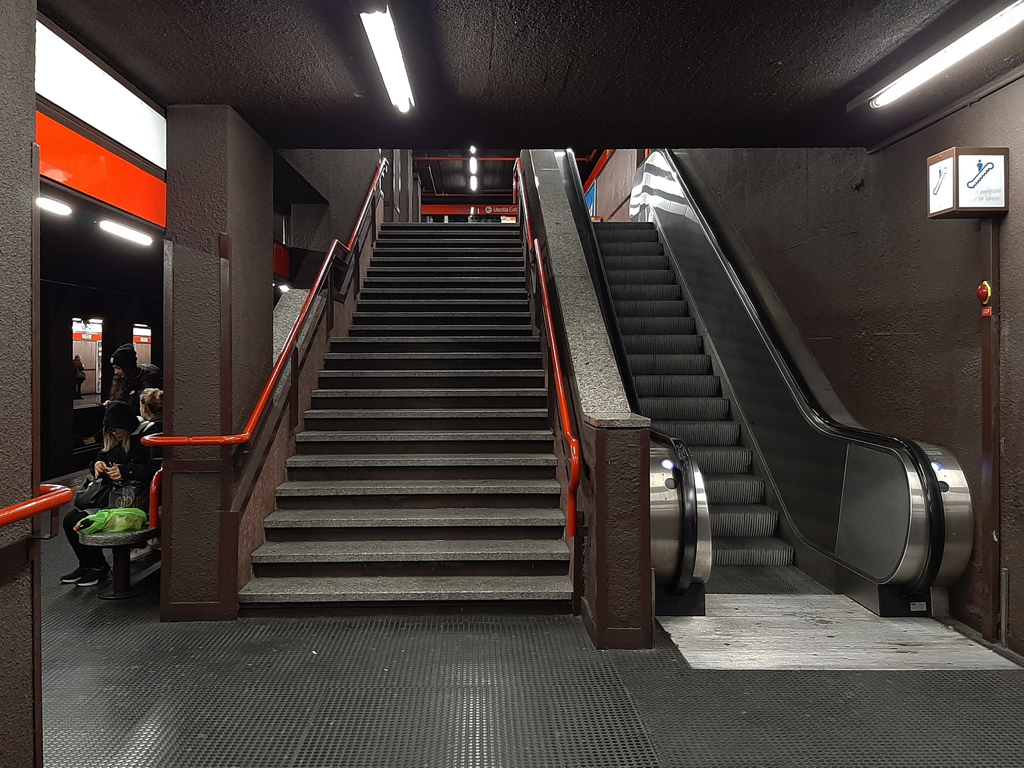
De (rol)trap voor de uitstappers op het perron voor de metro's naar het noorden.